# Sphagnum crumii
Sphagnum crumii là một loài rêu trong họ Sphagnaceae. Loài này được Schaf.-Verw. mô tả khoa học đầu tiên năm 1998.